# همسایه‌ها (فیلم ۲۰۱۴)
همسایه‌ها (به انگلیسی: Neighbors) فیلم کمدی به کارگردانی نیکلاس ستولر، محصول سال ۲۰۱۴ است. ست روگن، زک افران، رز بیرن، دیو فرانکو و کریستوفر مینتز-پلاس بازیگران این فیلم هستند. این فیلم در تاریخ ۹ مارس ۲۰۱۴ منتشر شد و بازتاب‌های مثبتی داشت.
دنباله این فیلم همسایه‌ها ۲: انجمن خواهری برمی‌خیزد در سال ۲۰۱۶ منتشر شد.

## بازیگران و شخصیت‌ها
- ست روگن در نقش مک ردنر
- زک افران در نقش تدی سندرز
- رز بیرن در نقش کلی ردنر
- دیو فرانکو در نقش پت رگازولی
- کریستوفر مینتز-پلاس در نقش سکونی
- الی کوبرین در نقش ویتنی
- چستی بالستروس